# Fejes Gyula
Fejes Gyula, teljes nevén Fejes Gyula István (Budapest, 1895. augusztus 20. – Budapest, 1956. június 30.) magyar festő- és grafikusművész.

## Életpályája
Fejes Sándor és Bukor Anna fiaként született. Tanulmányait az Iparművészeti Főiskolán Simay Imre és Helbing Ferenc tanítványaként végezte. Az első világháború idején katonai szolgálatot teljesített. Betegen került vissza szülővárosába, majd felgyógyulása után kezdte meg sokirányú grafikusművészi tevékenységét. Elsőként a Singer és Wolfner cég illusztrátoraként tevékenykedett. 1925-ben meghívták Németországba, ahol illusztrátorként dolgozott a Jugend, a Fliegende Blätter és a Faun szerkesztőségében.
Az 1920-as években jelentek meg első plakátjai. 1926 és 1929 között Sátori Lipóttal gyakran dolgozott együtt. A második világháború előtt leginkább reklám- és filmplakátokat tervezett. Portréi számos kiállításon nagy sikert arattak. A háború után folytatta a plakáttervezést. Ezúttal Macskássy Gyulával és Macskássy Jánossal dolgozott együtt, de több plakáttervet készített Mohlrüder Vilmossal is. 1948-tól főként kereskedelmi célú plakátokat tervezett, köztük számos exportvállalat számára. Alapítása óta tagja volt a Magyar Képzőművészek és Iparművészek Szövetségének.
Felesége Lángi Mária volt, akivel 1932. március 5-én Óbudán kötött házasságot.
Az Óbudai temetőben nyugszik.